# Châteaumeillant
Châteaumeillant – miejscowość i gmina we Francji, w Regionie Centralnym, w departamencie Cher.
Według danych na rok 1990 gminę zamieszkiwało 2081 osób, a gęstość zaludnienia wynosiła 49 osób/km² (wśród 1842 gmin Regionu Centralnego Châteaumeillant plasuje się na 181. miejscu pod względem liczby ludności, natomiast pod względem powierzchni na miejscu 142.).